# Ikerasak
Ikerasak,  (dansk Sundet) er en bygd på en ø med samme navn i Avannaata Kommune i Vestgrønland. Bygden, der har 237 indbyggere (2018), ligger ca. 45 km fra Uummannaq by. 
Beliggenheden inderst i Uummannaq isfjord giver gode fiskeri og fangstmuligheder både sommer og vinter af sæl, hellefisk, havkat, rensdyr og moskusokse.
Ikerasak har skole med ca. 50 elever, butik, forsamlingshus, servicehus, en mindre fiskefabrik, børneinstitution og et alderdomshjem med 3-4 pladser. Alderdomshjemmet er et normalt hus, som de ældre deles om. Kirken er fra 1936 og indrettet fra skolekapel til kirke 1980 og har 150 siddepladser.
Sygeplejestationen har dagligt en konsultation, som varetages af en ”jordemoder”. Ved mere alvorlig sygdom flyves/sejles man til sygehuset i Uummannaq, hvor der er læger og sygeplejersker. Lægen og tandlægen fra Uummannaq kommer flere gange om året på bygdebesøg. Som oftest får man klaret læge- og tandlægebesøg, når man alligevel er i Uummannaq.
Der er ingen veje i bygden og derfor ingen biler, al transport foregår via fangernes små joller, snescooter eller hundeslæde.  Området omkring bygden er naturskønt og det er muligt at gå ture i området.
Ikerasak Helistop havde i 2008 380 afrejsende passagerer fordelt på 99 starter.
Skuespilleren Flemming Jensen var skolelærer i Ikerasak fra 1973 til 1975. Sammen med Hans Dal skrev han senere tv-julekalenderen Nissebanden i Grønland i Ikerasak, og alle udendørsscener fra Grønland er optaget i Uummannaq-området, lige som beboere fra Ikerasak medvirker som statister i serien.